# River Plate Montevideo
Toto heslo je o uruguayském fotbalovém klubu. Další významy naleznete v rozcestníku River Plate.
River Plate Montevideo (oficiálním názvem Club Atlético River Plate) je uruguayský fotbalový klub z Montevidea založený roku 1932. Klubové barvy jsou bílá a červená.